# قافز أقطع
القافز الأقطع (الاسم العلمي:Salticus truncatus) هو نوع من العنكبوتيات يتبع جنس القافز من فصيلة العناكب القافزة.